# Castiglione Torinese
Castiglione Torinese (piemontesisch Castion) ist eine Gemeinde  in der italienischen Metropolitanstadt Turin (TO), Region Piemont.

## Lage und Einwohner
Castiglione Torinese liegt 12 km nordöstlich von Turin und hat 6491 Einwohner (Stand 31. Dezember 2023). Die Gemeinde besteht aus den Fraktionen (Frazioni) Cordova, Pedaggio Vecchio, Rivodora, San Martino und Mulino Sambuy. Ein großer Teil des Stadtgebiets ist von Wald bedeckt und nur ein kleiner Teil liegt nördlich des Po, dieser Teil wird fast vollständig von der großen Kläranlage von Turin eingenommen. Das Gemeindegebiet umfasst eine Fläche von 14 km².
Die Nachbargemeinden sind Settimo Torinese, Gassino Torinese, San Mauro Torinese, Baldissero Torinese und Pavarolo.

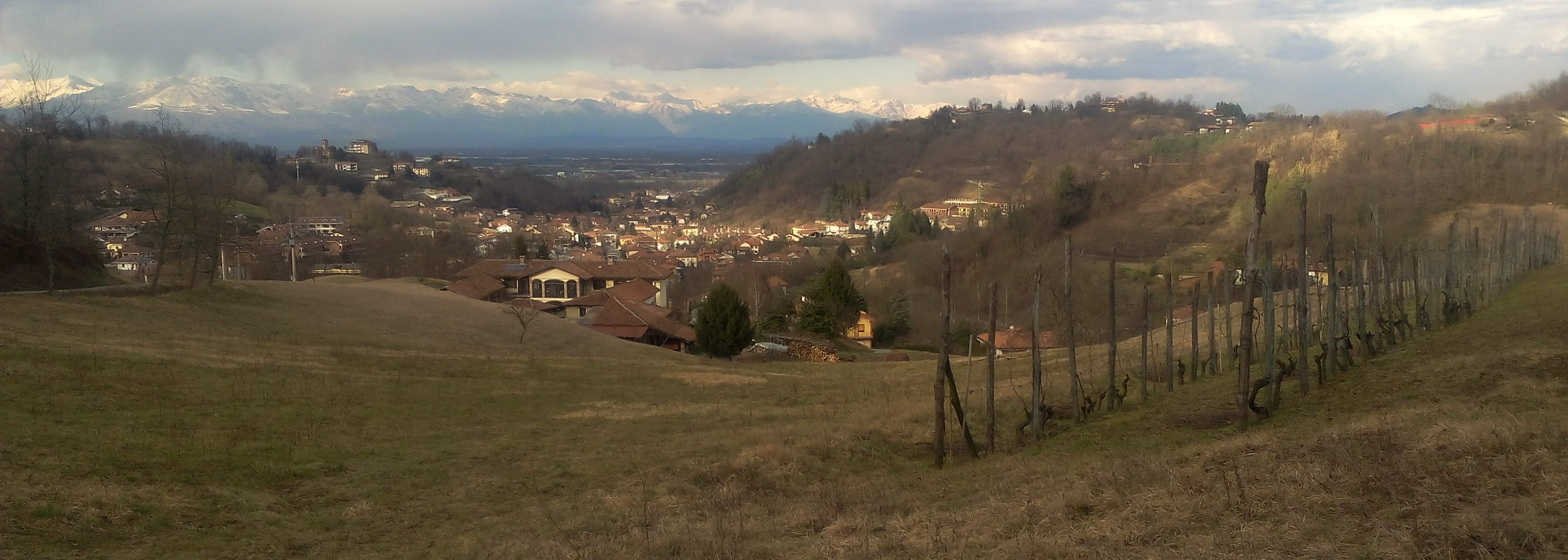
Panorama

## Söhne und Töchter der Stadt
- Ferdinando Bernardi (1874–1961), Erzbischof von Tarent